# Carcharocles
Carcharocles è un genere estinto di squali, appartenente all'ordine dei lamniformi. Vissero tra il tardo Eocene e il tardo Pliocene. Il genere include specie informalmente note come megalodonti (in particolare Carcharocles megalodon); tuttavia, alcune autorità tassonomiche collocano alcune specie in vari altri generi. Alcuni autori considerano il genere Carcharocles come un sottogenere di Otodus.

## Tassonomia
Il genere comprenderebbe le seguenti specie, elencate in ordine geocronologico dalla più antica alla più recente:
- Carcharocles aksuaticus (Menner, 1928)
- Carcharocles sokolovi Jaekel, 1895
- Carcharocles auriculatus (Blainville, 1818)
- Carcharocles angustidens (Agassiz, 1843)
- Carcharocles chubutensis (Ameghino, 1901)
- Carcharocles megalodon (megalodonte) (Agassiz, 1843) (genere contestato)